# Inscrição Rúnica de Södermanland 158

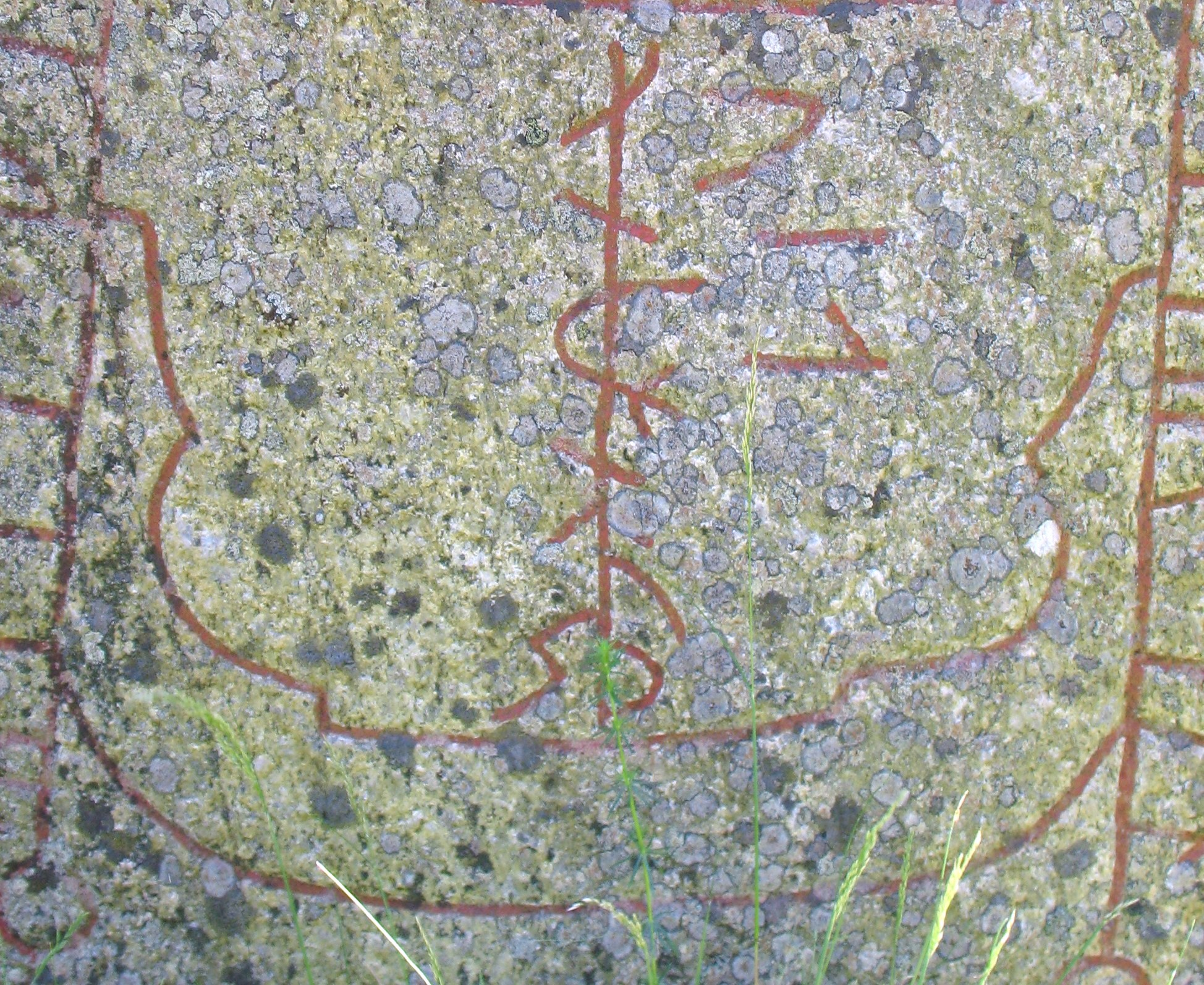
Detalhe no Sö 158 mostrando a imagem do navio com runas de ligação na mesma pauta ao longo do mastro.

A inscrição rúnica de Södermanland 158 ou Sö 158 é o número catalogado Rundata para uma pedra rúnica memorial da Era Viking localizada em Österberga, que fica um quilómetro a sudoeste de Ärsta e três quilômetros a sudoeste de Runtuna, Condado de Södermanland, Suécia, e na província histórica de Södermanland. A inscrição inclui a imagem de um navio e usa runas ligadas do mesmo tipo para homenagear servidor aristocrático designado de Tano.

## Descrição
Esta pedra rúnica foi inicialmente notada durante as pesquisas suecas de pedras rúnicas no final do século XVII, e foi publicado sob o nome de Bautil em 1750 um desenho da inscrição feito por Johan Göransson. Despois de desaparecida, foi redescoberta em 1951 perto de uma casa de fazenda por Claes Widén e movida para o seu local atual em 1984.  A pedra é feita de granito e tem 1,6 metros de altura. A inscrição rúnica consiste num texto rúnico esculpido numa serpente que se arqueia sobre a imagem de um navio. Outras inscrições rúnicas da Era Viking que retratam navios incluem DR 77 em Hjermind, DR 119 em Spentrup, DR 220 em Sønder Kirkeby, DR 258 em Bösarp, DR 271 em Tullstorp, DR 328 em Holmby, DR EM85;523 em Farsø, Ög 181 em Ledberg, Ög 224 em Stratomta, Ög MÖLM1960;230 em Törnevalla, Sö 122 em Skresta, Sö 154 em Skarpåker, Sö 164 em Spånga, Sö 351 em Överjärna, Sö 352 em Linga, Vg 51 em Husaby, U 370 em Herresta, U 979 em Gamla Uppsala, U 1052 em Axlunda, U 1161 em Altuna e Vs 17 em Råby.  Três pedras, as pedras kyrka Hørdum e Långtora e U 1001 em Rasbo, representam navios, embora atualmente não possuam nenhuma runa nelas e talvez possam nunca ter tido nenhuma.  A inscrição é classificada no estilo de pedra rúnica Fp (estilo esculpido), que é a classificação para faixas rúnicas que terminam em cabeças de serpentes retratadas vistas de cima.

## Inscrição

### Transliteração das runas em caracteres latinos
: baki : fulk(s)tin þiʀ : você cresceu : stin : þan:si : no : favor : sem kitilhafþa þ=r=u=t=a=ʀ= =þ=i=a=k=n uit

### Transcrição para o nórdico antigo
Banki/Baggi, Folksteinn, þeir reistu stein þenna at fôður sinn Ketilhôfða, þróttar þegn <uit>.

### Tradução em inglês
Banki/Baggi (e) Folksteinn, eles ergueram esta pedra em memória de seu pai Ketilhôfði, um Þegn de força. ...

## Links externos
- Fotografia de pedra